# Herpestes smithii
La mangusta rugginosa (Herpestes smithii Gray, 1837) è un carnivoro della famiglia degli Erpestidi diffuso in India e nello Sri Lanka. Le sue abitudini sono poco conosciute.

## Descrizione
La mangusta rugginosa presenta il tipico corpo allungato caratteristico di tutte le manguste. Ha una lunghezza testa-corpo di 39-47 cm; la coda è lunga circa quanto il resto del corpo. Il peso si aggira intorno ai 2,7 kg. La mangusta rugginosa, quindi, presenta dimensioni leggermente più grandi della mangusta grigia indiana, con la quale condivide in parte lo stesso areale. La colorazione è marrone sulle regioni inferiori e rossastra su quelle inferiori; la punta della coda è nera.

## Distribuzione e habitat
La mangusta rugginosa è molto diffusa in India, tranne che nelle regioni settentrionali, e nello Sri Lanka. Vive nelle foreste secche, nelle foreste spinose e nelle campagne aperte. Si può incontrare fino a 2200 m di altitudine. Nello Sri Lanka, tuttavia, sembra essere limitata alle regioni aride dell'interno dell'isola. È classificata dalla IUCN tra le specie «a rischio minimo» (Least Concern).

## Biologia
Almeno in apparenza, la mangusta rugginosa sembra essere prevalentemente diurna. Si aggira da sola in cerca di cibo e si nutre di solito di uccelli, rettili e piccoli mammiferi. Si sposta principalmente sul terreno, anche se a volte si arrampica molto bene sugli alberi. Le abitudini riproduttive sono poco conosciute.

## Tassonomia
Ne vengono riconosciute due sottospecie:
- H. s. smithii Gray, 1837, diffusa in India.
- H. s. zeylanius Thomas, 1921, propria dello Sri Lanka.

Gli esemplari appartenenti alla sottospecie indiana hanno una coda più lunga in relazione alla lunghezza del corpo.